# Felicena
Felicena là một chi bướm ngày thuộc họ Bướm nâu.

## Các loài
- Felicena albicilla
- Felicena dirpha Boisduval, 1832
- Felicena dora Evans, 1949
- Felicena nota
- Felicena phalos